# モリタポ
モリタポとは、有限会社未来検索ブラジルが管理している電子通貨である。
2014年4月にジム・ワトキンスが2ちゃんねる (2ch.net)（現・5ちゃんねる）の全権を掌握し、未来検索ブラジルは.netに関与できなくなったため、2ちゃんねる検索やp2については2019年10月現在、5ちゃんねるのクローラーサイトである2ちゃんねる (2ch.sc)で利用するサービスとなっている。

## 特徴
日常生活での金銭のやり取りのように、匿名かつ少額でのやり取り（マイクロペイメント）に対応している。商品の購入だけでなく、ユーザ間の受け渡しも可能。

## 由来
未来検索ブラジルの取締役である竹中直純によると、タポをその言葉の語感で採用し、モリについては細かい記憶がないとインタビュー記事で語っている。「2ちゃんねる検索」用の電子マネーであったので、検索→森田「健作」→森田ポイント、という連想を経て命名に至ったと言う俗説があるが、竹中はこれを否定している。

## レート
1モリタポは0.1円、すなわち10銭に相当する。スレタイ (スレッドタイトル) 検索以外の検索一回は10モリタポ必要なので、1円となる。

## 購入方法
現段階では、クレジットカード、銀行振込の2つの手段に限定される。最小購入単位は2,000円（20,000モリタポ）である（2,000円以上なら1円=10モリタポ単位で買える）。なお、購入以外にも入手手段はあり、ゲーム内通貨などとのトレードも行われている。

## 有効期限
1年間（365日であり、閏年は考慮されない）の有効期限があり、有効期限が満了すると8%の更新手数料が減じられる。新たにモリタポを購入した場合は、1年間有効期限が延長される。

## 使用できるサービス
- コッソリアンケート - コッソリアンケート
質問者がモリタポを各回答者に再配布できる。

- 2ちゃんねる検索 - 2ちゃんねる検索[リンク切れ]
スレッド本文と、投稿者検索が可能（1回10モリタポ）。スレッドタイトルのみの検索は誰でも無料で行える。

- モリタポオークション - モリタポオークション
少額のモリタポを利用者間で売買できる。詳細はモリタポオークションの項目を参照。

- モゲラ - モゲラ
Webブラウザで遊ぶゲームサイト。無料のゲームとモリタポが必要なゲームがある。

- p2.2ch.sc - p2.2ch.sc[リンク切れ]
ASP形式のweb2chブラウザである。
モリタポアカウントでログインし、スレッドの検索・閲覧が可能。
年間1000モリタポを支払うことにより通常の2chブラウザと同じように書き込むことができていたが 2010年5月に「荒らしによるアカウント確保を防ぐため」との名目で5倍に値上げされ5000モリタポが必要となった。
2chで板別に行われるはずの規制が全サーバー規制として行われるなど2chの規制人が不審な対応を行うこともある[3][リンク切れ]。

- スラアドβ - スラアドβ[リンク切れ]
2ちゃんねる検索へクリック保証型の広告出稿が可能。

- 50モリタポでdat落ちのスレッドも見ることができる。

- 近年[いつ?]ではニコニコ動画のプレミアムチケット（90日のみ）への交換も開始した。

- OTOTOYでの音楽ファイルダウンロード購入にクレジットカード、OTOTOYポイントと同様にモリタポが使用できる。

- cureco β[リンク切れ]
ユーザー参加型のまとめサービス - まとめ人にインプレッションに応じてモリタポが配布される

## 終了したサービス
- モリタポゲームセンター - モリタポゲームセンター
1チップ = 10モリタポでチップを購入し、賭博要素が強い3種類のゲーム（2008年3月現在）で遊ぶことができた。
また、個人間でのチップとモリタポの売買も行われていた。
2009年初頭にモゲラ（モゲラ）への移行を開始し、2012年1月31日をもって終了。
- たぽろだ - たぽろだ
自身のサーバで管理出来るアップローダー。
モリタポを支払うことでファイルがダウンロード出来た。
支払ったモリタポは管理者を通してアップロードユーザーへ手数料を引かれて振り込まれた。
2012年5月8日をもって閉鎖。
- モリタポからAmazonギフト券への交換サービス。
2008年3月より試験的に始まった。
2012年1月に休止[4][リンク切れ]。
- テキスポの有料本購入。
2011年12月をもってサービス停止。

## 関連サイト
- モリタポータル
- 未来検索ブラジル